# Piazza Roma (Senigallia)
La Piazza Roma est l'une des places principales de Senigallia, dans la région des Marches, province d'Ancône.

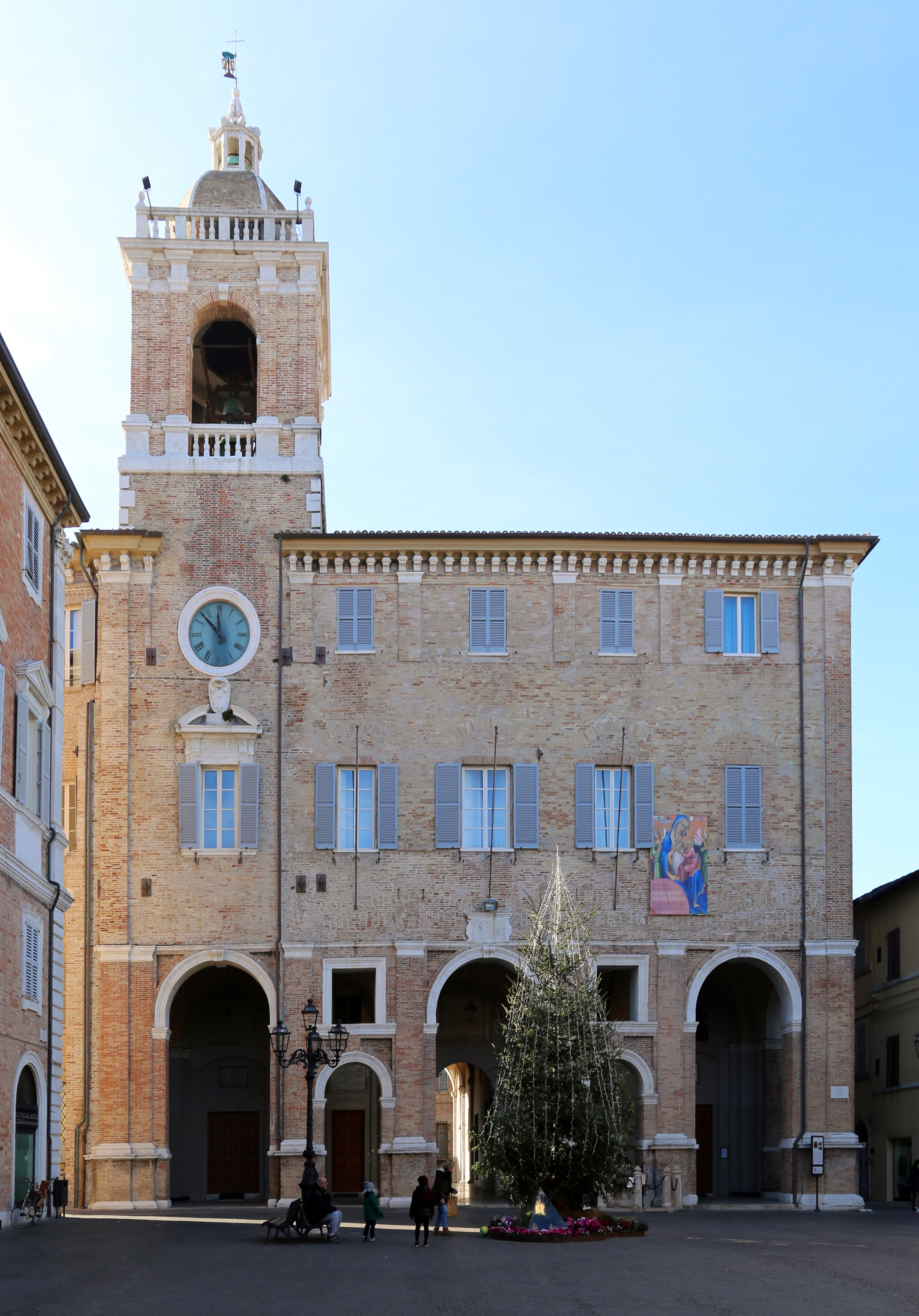
Place Rome et le Palais Communal

## Description

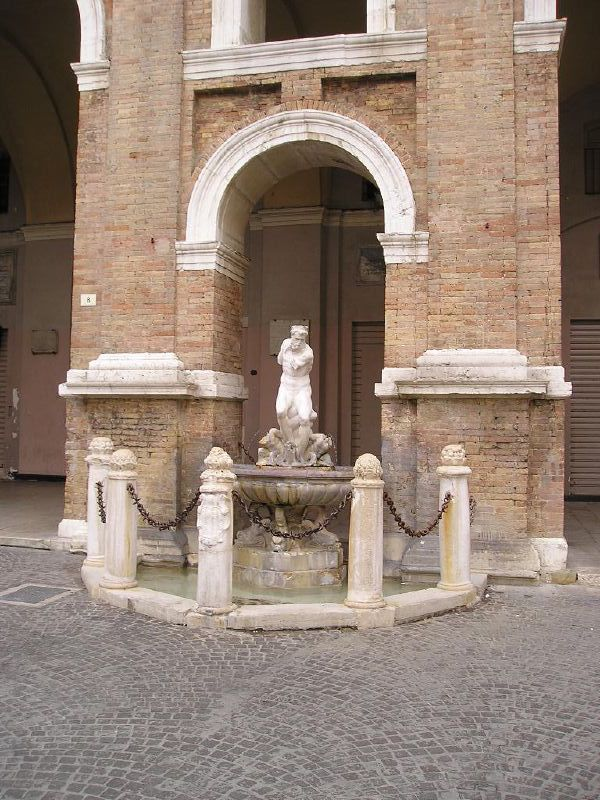
Les arcades du Palais Communal et la Fontaine de Neptune

La Piazza Roma se trouve au centre de Senigallia, avec le Palais communal, c'est-à-dire l'ancien Palais du Gouvernement, remontant au début du XVIIe siècle (1609), siège actuel de la mairie. Il est probablement l'œuvre de l'architecte d'Urbino, Muzio Oddi, le même de l'église de la Croix, au service du duc François Marie II della Rovere. Sa façade, à droite de l'arcade d'entrée, est enrichie par la fontaine de Neptune, de la même époque que le palais. Cette fontaine est ornée d'une statue, qui selon qui pourrait être d'époque romaine ou une œuvre d'école du sculpteur flamand Jean de Boulogne. Les habitants de Senigallia l'appellent « il monc' n' piazza » (« le manchot sur la place »), parce qu'elle n'a pas de bras. Le Palais communal présente aussi un clocher. Le palais des comtes Fagnani, bâti dans les premières années du XVIIe siècle, avec le balcon, le portail et les encadrement des fenêtres en pierre d'Istrie, fut dessiné probablement par Muzio Oddi. C'était la maison de Giulio Fagnano,  mathématicien de Senigallia.

## Source
- (it) La piazza sur le site de la commune de Senigallia